# Charles Lewis (rugby à XV)
Pour les articles homonymes, voir Charles Lewis et Lewis.
Pas d'image ? Cliquez ici

a Compétitions nationales et continentales officielles uniquement.

b Matchs officiels uniquement.
Dernière mise à jour le 13 novembre 2013.
Charles Prytherch Lewis, né le 20 août 1853 à Llangadog (pays de Galles) et mort le 28 mai 1923 à Llandovery, est un joueur de rugby à XV gallois. Il évolue au poste d'arrière. Charles Lewis obtient cinq sélections avec l'équipe du pays de Galles entre 1882 et 1884.

## Biographie
Charles Lewis naît à Llangadog dans le Carmarthenshire. Il va à l'école à Llandovery et au Jesus College (Oxford), où il obtient un diplôme de Master of Arts. S'il n'obtient pas de sélection pour l'Université d'Oxford contre Cambridge (appelée Blue) pour le rugby à XV, il en détient trois différentes – il joue au cricket contre Cambridge, remporte la course des haies et lance le marteau,. Il dispute cinq rencontres pour l'Oxford University Cricket Club en 1876, marquant 76 runs et réussissant 17 wickets, sa meilleure performance étant de sept wickets pour 35 courses.
Au rugby à XV, il évolue au poste d'arrière et il représente l'équipe du pays de Galles à cinq occasions (quatre fois pour le Tournoi britannique de rugby à XV et une fois pour un test match). Sa première cape pour le pays de Galles est au cours d'un match amical le 28 janvier 1882 contre l'Irlande et il transforme deux essais. C'est la deuxième rencontre officielle du pays de Galles. La saison suivante, il joue contre l'Angleterre et l'Écosse, réalisant une autre transformation contre les Écossais. Il est le capitaine du pays de Galles lors de ses trois premiers matches.
Charles Lewis a représenté Llandovery RFC à la séance inaugurale de la Welsh Rugby Union, la fédération galloise, à Neath le 12 mars 1881. Il est à l'époque maître d'école à Llandovery. Llandovery RFC est crédité comme un des clubs membres-fondateurs de la WRU. Il devient le premier président de Llandovery RFC en 1885. Il occupe également la profession de solliciteur (avocat conseil) à Llandovery. Il fait partie du MCC et il est sur le point d'intégrer l'équipe d'Angleterre qui évolue contre l'Australie mais il ne parvient pas à se rendre disponible.

## Statistiques en équipe nationale
De 1882 à 1884, Charles Lewis a disputé cinq matches avec l'équipe du pays de Galles de rugby à XV au cours desquels il réussit quatre transformations. 
| Année | Compétition | Matches | Points | Essais | Transformations |
| 1882  | Test match  | 1       | -      | -      | 2               |
| 1882  | Tournoi     | 1       | -      | -      | -               |
| 1883  | Tournoi     | 1       | -      | -      | 1               |
| 1884  | Tournoi     | 2       | -      | -      | 1               |
| Total | Total       | 5       | 0      | 0      | 4               |